# Всеобщие выборы в Камбодже (1976)
Всео́бщие вы́боры в Камбо́дже (Демократической Кампучии) прошли 20 марта 1976 года, став первыми и единственными выборами за все время правления Красных Кхмеров (1975–1979 годы). Участие в выборах принимал только Национальный единый фронт Кампучии (НЕФК), который к тому моменту полностью контролировался коммунистами. Из 515 кандидатов избирались 250 депутатов парламента, среди которых 150 были из числа крестьян, 50 — из числа рабочих и 50 — из солдат Революционной армии Кампучии (это официальное название вооруженных сил на тот момент).
По новой конституции, обнародованной 5 января 1976 года, парламент избирался тайным голосованием на всеобщих прямых выборах с правом голоса у граждан старше 18 лет и правом быть избранными у граждан с революционным опытом и возрастом не менее 25 лет. Правительство назначило выборы на 4 февраля.
В действительности к выборам были допущены не все жители страны. Наибольший процент избирателей (относительно числа жителей на территории избирательного участка) был в районах, давно контролируемых Красными кхмерами.

## Кандидаты
По конституции 1976 года в парламент на 250 мандатов избирались 150 крестьянских депутатов, 50 рабочих и 50 военных. Кандидатами могли стать граждане возрастом 25 лет и старше, имевшие опыт революционной борьбы и обладающие высокими моральными качествами.
По воспоминаниям камбоджийцев, рассказанным в 1980-х, перед выборами проходили встречи трудовых коллективов с кандидатами, на которых кандидат(ка) рассказывал(а) о себе и о том, что будет делать в парламенте. Являясь мемуарами, такие свидетельства не могут считаться достоверными сведениями — рассказчик может даже ненамеренно исказить свои воспоминания.
На выборах были представлены 515 кандидатов, все они были членами Национального единого фронта Кампучии, другие партии представлены не были. Красные кхмеры, придя к власти, ликвидировали все альтернативные политические партии.

## Избиратели
Согласно конституции 1976 года правом голоса на выборах обладали все граждане страны старше 18 лет, кроме осуждённых за преступления.
Красные кхмеры определили разные категории жителей страны в зависимости от региона проживания и рода занятий. Самыми многочислеными категориями были «старые жители» и «новые жители». Жители районов, давно контролируемых Красными кхмерами, были отнесены ими к категории «старые жители», и эта категория граждан имела право голоса на всех избирательных участках. «Новые жители» включали в себя жителей территорий, недавно бывших под властью правительства Лон Нола, и они имели право голоса не на всех участках. Какие-то категории вообще не имели права голоса, например, бывшие сотрудники государственных органов, бывшие военнослужащие прежнего правительства, бывшие буржуа и другие.

## Процедура выборов
Избирательные округа формировались и по территориальному, и по профессиональному принципам. Представители крестьян избирались в 10 территориальных избирательных округах, в которых было от двух до 30 мандатов на округ. Представители рабочих избирались на заводах, транспортных предприятиях и каучуковых плантациях.
Выборы проводились на безальтернативной основе (участвовала одна партия), а само голосование являлось обязательным. Все кандидаты должны были иметь «хороший стаж работы в революционной борьбе за освобождение народа и нации», то есть быть полностью лояльными Пол Поту и его соратникам по Ангка. Несмотря на принудительный характер голосования, имена кандидатов не были доведены до избирателей.
По воспоминаниям камбоджийцев, в некоторых избирательных округах выборы были альтернативными, в других — безальтернативными (с единственным кандидатом). Как и другие мемуары, такие свидетельства не могут считаться достоверными сведениями.
По официальным данным, явка на выборах составила 98 % (абсолютный рекорд за всю историю страны), в голосовании приняли участие более 3,3 млн. избирателей.

## Итоги выборов
|                         |                                    |           |        |               |  |
| Партия                  | Партия                             | Голосов   | %      | Мест получено |  |
|                         | Национальный единый фронт Кампучии | 3 393 611 | 100,00 | 250           |  |
| Всего                   | Всего                              | 3 393 611 | 100,00 | 250           |  |
| Источник: Nohlen et al. |                                    |           |        |               |  |

По итогам выборов был сформирован однопалатный парламент страны — Собрание народных представителей (кхмер. សភាតំណាងប្រជាជនកម្ពុជា), которое собиралось единственный раз весной 1976 года.
В парламент были избраны 204 мужчины и 49 женщин (29 от крестьянства, 8 от рабочих и 9 от вооруженных сил).
Первая сессия парламента прошла с 11 по 13 апреля 1976 года, на ней парламентарии утвердили конституцию, герб, флаг и гимн страны, избрали Председателя Собрания народных представителей Нуона Чеа, одобрили назначение Пол Пота главой Кабинета министров, сформировали Государственный Президиум во главе с Кхиеу Сампханом.